# Ацтекские кодексы
Ацтекские кодексы — рукописные пиктографические книги; группа месоамериканских кодексов, созданная ацтеками. Подавляющее большинство известных в настоящее время кодексов созданы после начала конкисты.

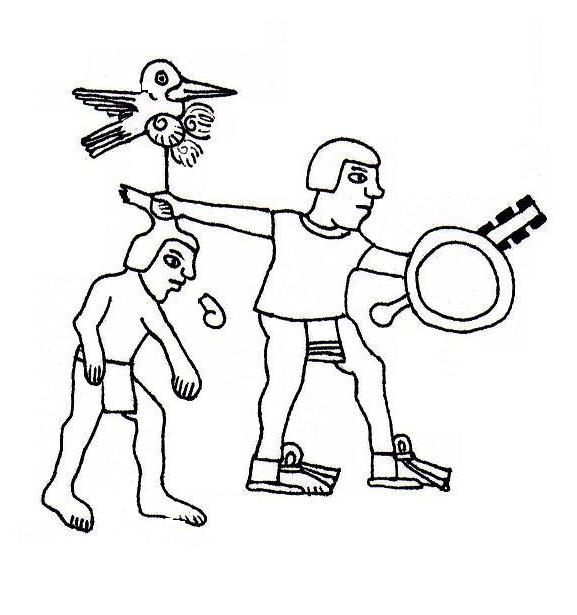
Пленение вождя ацтеков Уицилиуитля, страница из кодекса Ботурини

Первым ацтекским кодексом, переведённым на русский язык, стал Кодекс Теллериано-Ременсис (2010).

## История
Время появления первых рукописных книг у ацтеков не зафиксировано. Известно, что они уже существовали в XIII веке н. э. Возможно, традицию их создания ацтеки переняли у завоёванных народов, таких как сапотеки, тольтеки и майя, культуру которых ассимилировали, а исторические рукописи сжигали, утверждая своё превосходство над покорёнными. «Однако затем всё было сожжено. Когда в Мехико правил Ицкоатль, было принято такое решение. Мексиканская знать сказала: „Негоже, чтобы все люди знали письмена. Подчинённые (народ) испортятся, и земля испортится, потому там слишком много лжи и слишком многих считали богами“».

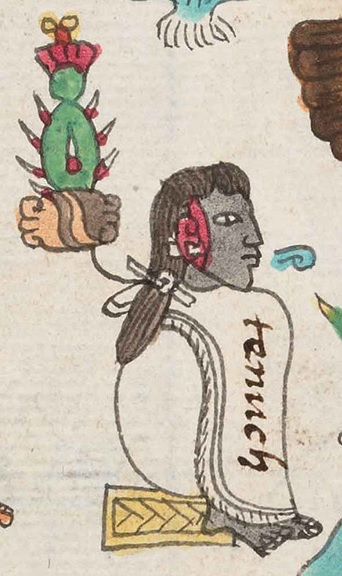
Легендарный вождь ацтеков (теночков) Теноч, кодекс Мендоса

К XV веку у ацтеков сложилась развитая цивилизация с централизованным правительством и сложной структурой общества, вследствие чего существовала постоянная потребность в составлении различных документов административного, религиозного и иного характера. Кроме того, ацтеки создали огромный пласт литературы разных жанров. Это в свою очередь привело к развитию бумажного производства. Известны по меньшей мере 42 центра, в год производивших до полумиллиона листов аматля, бумаги из коры, на одни только административные нужды. На значение, которое имела бумага в ацтекской империи, указывают сохранившиеся в Мексике и Гватемале географические названия: Амакули от аматль, Куилько — «место, где пишут», Аматитлан — «место бумажных деревьев», Амаюка — «место, где делают бумагу» и др. Тлакуило — художники-писцы — пользовались большим уважением в обществе.
После начала конкисты кодексы намеренно уничтожались испанцами как распространяющие языческие идеи, а также случайно, в ходе военных действий. Почти все ацтекские книги доколумбовой эпохи погибли; по мнению некоторых учёных, сохранились лишь два таких кодекса. Однако затем христианские миссионеры распознали в них средство влияния на умы индейцев и стали пользоваться ими в своих целях, делая подписи на испанском языке или науатле, записанном латиницей, а также на латыни. Таким образом было создано множество кодексов колониальной эпохи, многие из которых дошли до нас. Известны несколько сотен ацтекских кодексов, находящихся в частных и музейных собраниях, библиотеках и научных учреждениях мира.

## Тематика
Из рукописных книг ацтеков можно почерпнуть самые разные сведения о культуре и истории, политической системе и государственном управлении, структуре общества, религиозных обрядах и мифологии, астрономических и космологических представлениях, хозяйственной и повседневной жизни (реестры податей, географические карты, кадастровые записи, сонники, сборники песен и т. д.), календарной системе, что делает их бесценным источником для археологов, этнографов и лингвистов, а также для понимания образа мыслей и идейных концепций этого древнего народа, столь отличных от европейских. В колониальную эпоху даже петиции коренного населения властям и королю Испании порой составлялись пиктографическим письмом в древних традициях.

## Список кодексов
Ниже представлены наиболее известные кодексы.

| Кодекс Аскатитлан кодекс Борджиа Кодекс Ботурини Бурбонский кодекс Ватиканский кодекс A (3738) Кодекс Вейтия Кодекс Коскатцин Карта Куаутинчана Кодекс Мальябекиано Кодекс Тудела Кодекс Иштлильшочитль | Кодекс Мендоса Кодекс Рамирес Кодекс Обен Кодекс Осуна Кодекс Теллериано-Ременсис Анналы Тлателолько Кодекс Уэшоцинко Флорентийский кодекс Кодекс Чимальпопоки (Легенда о Солнцах) Кодекс Шолотль Libellus de medicinalibus indorum herbis |

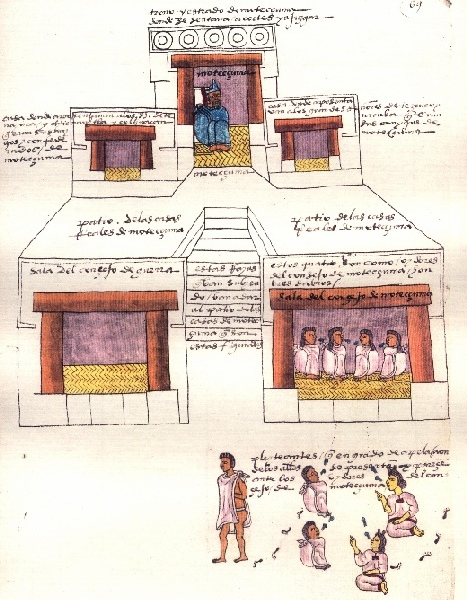
Дворец Моктесумы Шокойоцина, кодекс Мендоса

Также см. Хроника X.